# Michele Brownová
Michele Mary Brownová, rozená Masonová (* 3. července 1939 Nový Jižní Wales) je bývalá australská atletka, jejíž specializací byl skok do výšky.

## Kariéra

### Olympijské hry
Dvakrát reprezentovala na letních olympijských hrách. Poprvé v roce 1956 na olympiádě v australském Melbourne. V kvalifikaci překonala limit 158 cm a postoupila do sedmnáctičlenného finále. V něm poprvé zaváhala na výšce 167 cm, kterou zdolala napotřetí a v konečném pořadí obsadila 6. místo. Stejnou výšku napoprvé překonala Marija Pisarevová ze Sovětského svazu a Britka Thelma Hopkinsová a obě se podělily o stříbrnou medaili.
V roce 1964 se ji podařilo na Letních olympijských hrách v Tokiu vybojovat výkonem 180 cm stříbrnou medaili. Suverénní olympijskou vítězkou se stala Jolanda Balaşová z Rumunska, které se podařilo překonat rovných 190 cm. Bronz získala Taisija Čenčiková ze Sovětského svazu, která zvládla napoprvé skočit 178 cm.

### Ostatní úspěchy
V roce 1958 získala na hrách Commonwealthu v Cardiffu zlatou medaili (170 cm). O čtyři roky později v australském Perthu vybojovala výkonem 173 cm bronzovou medaili. Druhé zlato získala v roce 1956, kdy se hry Commonwealthu konaly v jamajském Kingstonu.